# Marie-Claude Sandrin
Pour les articles homonymes, voir Sandrin.
 (novembre 2014).
Marie-Claude Sandrin, née le 28 décembre 1938 à Bordeaux, est une écrivaine française.

## Biographie
Elle a obtenu le prix Cazes en 1967 pour son premier roman,  La Forteresse de boue, paru chez Buchet/Chastel,.
Deux autres romans suivront, chez le même éditeur :  La Cendre d’un été  (1971) et  L’homme à chagrin  (1980).
Plusieurs critiques ont souligné des parentés avec Chateaubriand, Mauriac, Gracq, que Marie-Claude Sandrin considère comme de sa « famille ».
Marie-Claude Sandrin a effectué parallèlement une carrière dans le journalisme et collaboré pendant une vingtaine d'années au Méridional, ainsi qu'à de nombreux magazines.

## Ouvrages
Romans
- La Forteresse de boue, 1967, Buchet/Chastel
- La Cendre d’un été, 1971, Buchet/Chastel
- L’Homme à chagrin, 1980, Buchet/Chastel

Essais
- Salut Baby, dialogue entre une mère et sa fille adolescente, Éditions Duculot en 1980 [3];
- Champions de Dieu, recueil de témoignages de « rencontres avec Dieu » , Arléa en 1991;
- Mon compagnon de misère, témoignage recueilli auprès d'une ancienne alcoolique, Éditions n°1, 1995.